# Araiostegiella perdurans
Araiostegiella perdurans là một loài dương xỉ trong họ Davalliaceae. Loài này được Christ M. Kato & Tsutsumi mô tả khoa học đầu tiên năm 2008.